# Історія пошти та поштових марок Андорри
Історія пошти та поштових марок Андорри охоплює розвиток поштового зв'язку в цій карликовій державі, розташованій у Піренеях між Іспанією та Францією. Особливістю поштового зв'язку Андорри є його двоїстий характер: на території князівства працюють іспанські та французькі поштові відділення, які використовують відповідно знаки поштової оплати Іспанії та Франції.

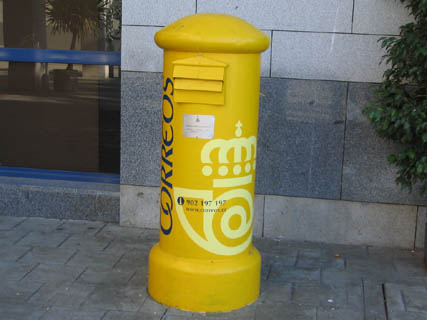
Андоррська стояча поштова скринька

## Розвиток пошти
В Андоррі до 1927 року не було поштових відділень, а надсилані листи здавали в найближчому поштовому відділенні через кордон або в Іспанії, або у Франції.
Перше поштове відділення на території держави відкрило 1927 року поштове відомство Іспанії. Перший час в обігу були поштові марки Іспанії, але вже з наступного року (1928) Іспанія почала випускати спеціальні поштові марки для Андорри.
Поштові відділення французької пошти почали працювати в Андоррі 1930 року. Спочатку для оплати пересилання кореспонденції вони застосовували поштові марки Франції.

## Випуски поштових марок

### Французькі для Андорри
1928 року вийшли перші поштові марки іспанської пошти, випущені спеціально для використання в Андоррі. Наддруки на марках Іспанії: ісп. «Correos. Andorra» («Пошта. Андорра»).

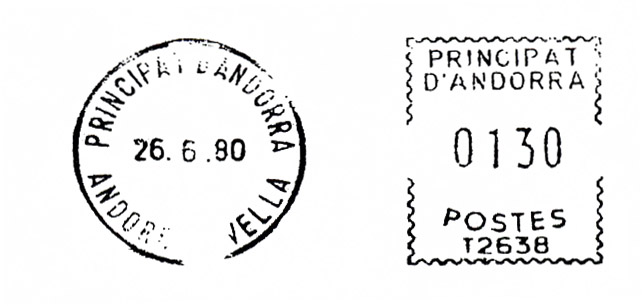
Франкотип іспанської адміністрації для Андорри, з написом “PRINCIPAT / D’ANDORRA” (1980)

До 1972 нові андоррські випуски емітували нерегулярно, тільки від 1972 року можна говорити про регулярний вихід поштових марок.
Перший поштовий блок для Андорри випустила іспанська пошта 1978 року.
За даними Л. Л. Лепешинського, всього від 1928 до 1963 року іспанська пошта випустила для Андорри 60 поштових марок і 12 поштово-благодійних.

### Іспанські для Андорри

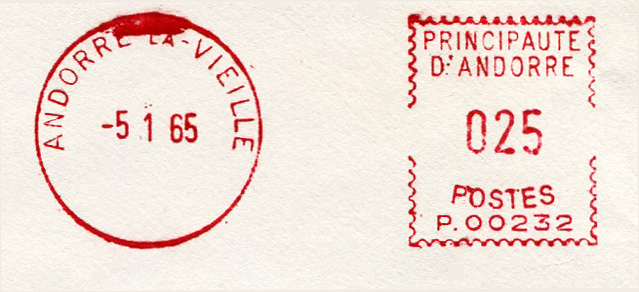
Франкотип французької адміністрації для Андорри, з написом “PRINCIPAUTE / D’ANDORRE” (1965)

1931 року з'явилися випущені спеціально для Андорри французькі поштові марки з наддруком фр. «Andorre» («Андорра»).
Першу серію оригінальних поштових марок для Андорри французька пошта випустила 1932 року з написом фр. «Vallees d’Andorre» (Долини Андорри) і «Postes» («Пошта»). На марках серії зображено храми, такі як каплиця Діви Марії в селі Меритель (англ. Meritxell) і церква Святого Михайла в Енголастерсі (англ. Engolasters).
Французьке поштове відомство розпочало регулярний випуск марок для Андорри 1961 року. Перші пам'ятні марки побачили світ 1962 року, а перший поштовий блок емітовано 1982 року.
1950 року з'явилися перші авіапоштові марки Андорри.
Перші доплатні марки випущено 1931 року і випускалися неодноразово. На марках написи: фр. «Recouvrements taxe a percevoire» («стягнення доплати»), фр. «А percevoir» («доплатити»), фр. «Chiffre-taxe» («доплата»).
За даними Л. Л. Лепешинського, всього від 1931 до 1963 року французька пошта випустила для Андорри 177 поштових марок і 47 доплатних.

## Колекціонування
Колекціонування та вивчення поштових марок та інших філателістичних матеріалів Андорри має деяку популярність. Відомі два громадські об'єднання людей, які цікавляться історією пошти та поштовими марками Андорри: Товариство вивчення філателії та пошти Андорри (Філандорра; фр. Société d'Étude Philatélique et Postale de l'Andorre - Philandorre) і Гурток вивчення філателії Андорри (англ. Andorran Philatelic Study Circle).

### Товариство вивчення філателії та пошти Андорри
Товариство вивчення філателії та пошти Андорри (Філандорра; фр. Société d'Étude Philatélique et Postale de l'Andorre - Philandorre) базується в Парижі (Франція). Засноване на початку 1977 року на основі секції «Андорра» Союзу філателістів Лібурна (фр. Union Philatélique Libournaise; U.P.L.), товариство на 2010 рік об'єднувало 156 колекціонерів із Франції, Андорри, Іспанії, Великої Британії, Бельгії, Італії та Німеччини. Цілі товариства: сприяння та розвиток колекціонування поштових марок Андорри, вивчення філателістичних матеріалів та історії пошти Андорри, налагодження контактів та допомога в обміні марками та іншими філателістичними матеріалами між учасниками товариства.
Філандорра є асоційованим членом Французької федерації філателістичних асоціацій (Fédération Française des Associations Philatéliques; FFap), засновником Міжнародної комісії андоррської філателії (Commissió Internacional de Filatèlia Andorrana; CIFA) і членом Об'єднання спеціалізованих філателістичних асоціацій (Groupement des Associations Philatéliques Spécialisées; GAPS).
Головний офіс товариства розташований у Парижі, у приміщенні Бюро з туризму Андорри (англ. Office du Tourisme d’Andorre) за адресою: 26 Avenue de l'Opera, Paris 75001, France. Річний членський внесок становить 25 євро.

### Гурток вивчення філателії Андорри
Гурток вивчення філателії Андорри (англ. Andorran Philatelic Study Circle) базується в Лондоні (Велика Британія).